# Patrologia

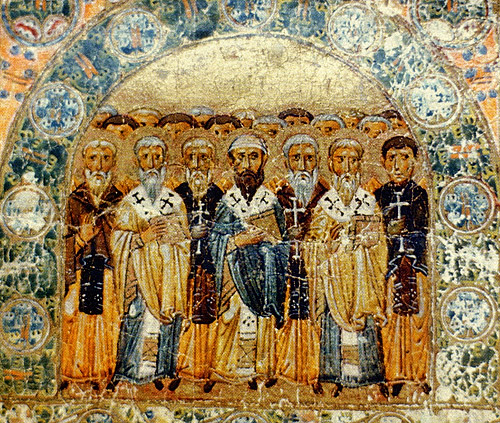
The Church Fathers, an 11th-century Kievan Rus' miniature from Svyatoslav's Miscellany

Patrologia é uma ciência teológica que estuda, conforme um conceito unitário, os escritores da antiguidade cristã acolhidos pela Igreja Católica entre os testemunhos de sua doutrina, aplicando a este estudo os princípios metódicos da crítica histórica. 
Porque estes escritores são comumente chamados de Padres (pais) da Igreja, esta é uma noção é de caráter etimológico que deriva da união das palavras gregas: patér (pai) e lógos (ciencia). 
Ainda que o conceito de "pais-testemunhas" seja mais familiar à tradição eclesiástica que à história literária, tal conceito corresponde objetiva e cronologicamente à história da antiguidade cristã.
Este termo foi utilizado pela primeira vez pelo teólogo luterano Johann Gerhard em sua obra póstuma "Patrologia". A mesma denominação serviu para indicar até o século XIX, ao menos em parte, a História da produção literária esclesiástico-histórica até a Idade Média, e ainda até a Reforma Protestante. Mas quando a difusão do cristianismo no mundo greco-romano começou a considerar-se como uma época independe, pouco a pouco o âmbito da Patrologia foi se restringindo a este período.
Seguindo o exemplo de São Jerônimo, esta ciência também acolher em sua investigação as obras de escritores não católicos, não somente porque há uma estreitíssima relação entre os escritos dos Padres e dos hereges no que diz respeito à História, tanto civil como literária, mas principalmente porque os mesmos Padres foram solicitados e até influenciados por seus adversários em sua formulação científica e solução de diversos problemas referentes à História da Teologia e dos Dogmas. Os monumentos escritos impessoais da antiguidade cristã: textos litúrgicos, atas martiriais, atas conciliares, vida dos santos, regras monásticas, símbolos da fé, papiros com caráter literário, etc. Pertencem indiretamente também à patrologia.
A Instrução sobre o estudo dos Padres da Igreja na formação sacerdotal, publicada pela Congregação para a Educação Católica em 30/11/1989, distingue três noções muito relacionadas entre si: a patrística, que trata do pensamento teológico dos Padres; a patrologia, cujo objeto é sua vida e escritos; e a Literatura cristã antiga, disciplina não teológica, mas literária, que estuda os aspectos filológicos e estilísticos dos escritores cristãos antigos.
Convencionalmente, o âmbito da patrologia se estende até Gregório Magno (†604) ou Isidoro de Sevilha (†636), para os autores latinos, e até João Damasceno (†749), para os gregos.